# Immortal Megamix
"Immortal Megamix: Can You Feel It/Don't Stop 'til You Get Enough/Billie Jean/Black or White (Immortal Version)" là đĩa đơn đầu tiên từ album của Michael Jackson Immortal.

## Danh sách track
| Promotional Digital Single | Promotional Digital Single | Promotional Digital Single |
| STT                        | Nhan đề                    | Thời lượng                 |
| -------------------------- | -------------------------- | -------------------------- |
| 1.                         | "Immortal Megamix (Edit)"  | 4:53                       |
| Tổng thời lượng:           | Tổng thời lượng:           | 4:53                       |

| Digital Single   | Digital Single     | Digital Single |
| STT              | Nhan đề            | Thời lượng     |
| ---------------- | ------------------ | -------------- |
| 1.               | "Immortal Megamix" | 9:08           |
| Tổng thời lượng: | Tổng thời lượng:   | 9:08           |

## Bảng xếp hạng
| BXH (2011)                     | Vị trí cao nhất |
| ------------------------------ | --------------- |
| Australia (ARIA Singles Chart) | 41              |
| Japan (Japan Hot 100)          | 34              |